# 雷氏溪脂鯉
雷氏溪脂鯉為輻鰭魚綱脂鯉目脂鯉亞目唇齒脂鯉科的其一種，分布於南美洲巴拉圭河、烏拉圭河、拉普拉他河等流域，體長可達4.3公分，棲息在底中層水域，生活習性不明。